# Paul von Lettow-Vorbeck
Paul Emil von Lettow-Vorbeck, född 1870 i Saarlouis, död 1964, tysk general som försvarade Tyska Östafrika (nuvarande Tanganyika, den större av de två delarna i unionsstaten Tanzania) under första världskriget. Han var kusinbarn till Oskar von Lettow-Vorbeck.
Paul von Lettow-Vorbeck blev officer vid infanteriet 1889. Han hade deltagit i stoppandet av boxarupproret i Kina 1901 och folkmordet på hererofolket i Tyska Sydvästafrika 1904-1908. 1913 blev han chef för skyddstrupperna i Tyska Sydvästafrika och 1914 i Tyska Östafrika. 1915 befordrad till överste och 1917 till generalmajor. När första världskriget bröt ut lyckades han i Tyska Östafrika med dåligt utrustade tyska styrkor - till större delen infödingar (sk. Askaris) - stå emot välutrustade brittiska soldater på upp till tjugo gånger storleken på hans armé. 
Efter två stora segrar 1914-15, däribland slaget vid Tanga övertogs en värdefull tross och Vorbeck vann sina soldaters förtroende. Genom skickligt utförd gerillakrigföring fram till 1918 vann han ytterligare segrar över bland annat den brittiske generalen Jan Smuts och undvek alla fällor som de allierade lagt ut för honom. Då Tyskland begärde vapenvila 11 november 1918 var Lettow-Vorbeck tvungen att kapitulera.
Efter kriget var han 1919-20 chef för kåren Lettow-Vorbeck av Riksvärnet och deltog aktivt i nedslåendet av kommunistupproret i Hamburg.
Han engagerade sig politiskt och satt i riksdagen för det tysknationella partiet 1928-30. Han hade kontorstjänst under andra världskriget och beundrades av bland annat Adolf Hitler själv, men Vorbeck tyckte inte om nazismen. Efter andra världskrigets slut 1945 levde Vorbeck på en pension som britterna gav honom, däribland general Smuts. 
Lettow-Vorbeck utgav bland annat Meine Erinnerungen aus Ostafrika (1920), Heia Safari (1920) och Was mir die Engländer über Ostafrika erzählten (1932).
Lettow-Vorbeck anses som en av historiens skickligaste gerillakrigare. Han har någon gång jämförts med historiens skickligaste härförare som Alexander den store, Hannibal Barkas, Julius Caesar och Napoleon I.
Generalen uppmärksammas än idag, exempelvis figurerar han som en karaktär i Jan Guillous roman Brobyggarna.

## Utmärkelser
- Pour le Mérite
- Bayerska kronorden
- Bayerska militärförtjänstorden
- Hansakorset
- Järnkorset
- Röda örns orden
- Preussiska Kronorden
- Ryska Sankt Stanislausorden

[Redigera Wikidata]